# Quadrastichus vacuna
Quadrastichus vacuna är en stekelart som först beskrevs av Walker 1839.  Quadrastichus vacuna ingår i släktet Quadrastichus och familjen finglanssteklar. Arten är reproducerande i Sverige. Inga underarter finns listade i Catalogue of Life.